# Brockengespenst

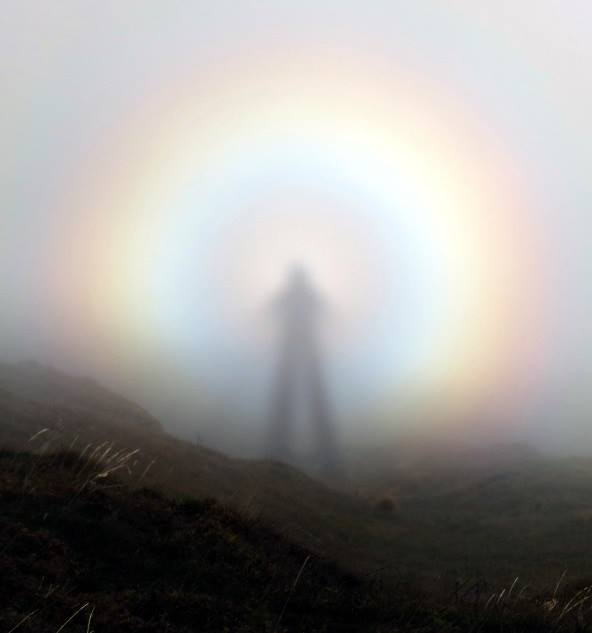
Brockengespenst mit Glorie. Die Sonne steht im Rücken des fotografierenden Beobachters. Sie wirft einen Schatten in die Nebelwand.

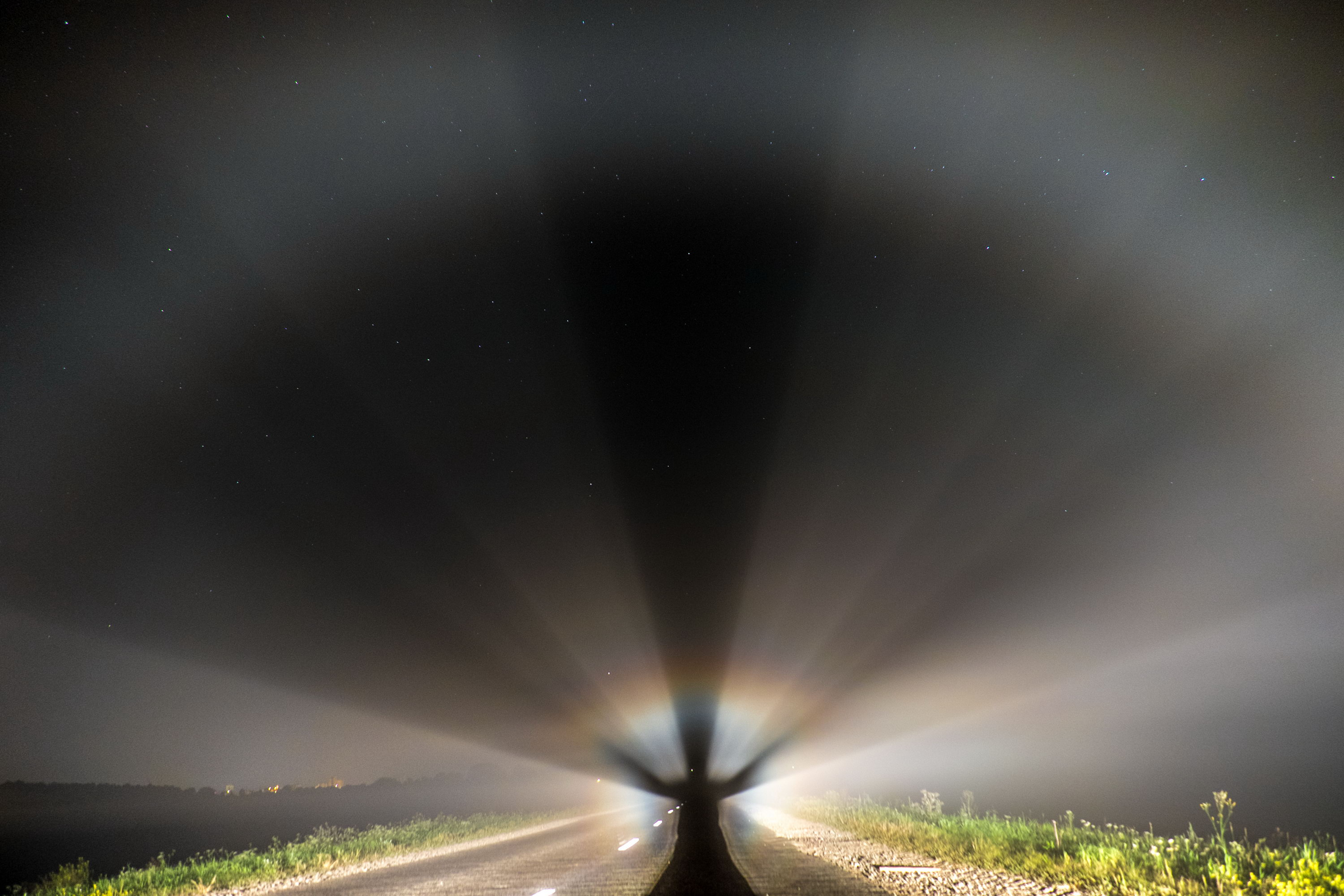
Brockengespenst mit Glorie und Mondregenbogen (außen)

Das Brockengespenst ist ein optischer Effekt, der zuerst auf dem Brocken von Johann Esaias Silberschlag im Jahre 1780 beobachtet und beschrieben wurde:

„Wenn der Schatten des Beobachters auf eine Nebel- oder Wolken-Schicht fällt, wird der Schatten nicht durch eine feste Fläche abgebildet, sondern durch jeden Wassertropfen des Dunstes einzeln. Dadurch kann das Gehirn den Schatten nicht stereoskopisch sehen und überschätzt die Größe deutlich. Durch Luftbewegungen bewegt sich der Schatten, selbst wenn der Beobachter still steht. Dieses scheinbar eigene Wesen kann zudem schweben, ohne sichtbaren Kontakt zum Boden zu haben. Die anderen physikalischen Bedingungen auf dem Berg, kühle und feuchte Luft, Stille, sowie die fehlende Orientierung durch mangelnden Weitblick und fehlende Nachbarberge, verstärken den subjektiven Eindruck der scheinbaren Existenz eines Gespenstes.“

Häufig tritt durch einen anderen optischen Effekt, Glorie genannt, zusätzlich ein farbiger Lichtkranz um den Schatten auf.
Auf dem Brocken sind häufig auch Halos zu beobachten, jedoch in genau entgegengesetzter Richtung mit Blick auf die Sonne. In der Literatur werden sie manchmal fälschlicherweise zusammen mit dem Brockengespenst erwähnt.
Der Effekt des Brockengespenstes ist auch auf anderen Bergen oder auch bei Nebel im Licht von Autoscheinwerfern zu beobachten. Der Brocken bietet mit über 300 Nebeltagen im Jahr eine überdurchschnittliche Chance dazu.
Johann Wolfgang von Goethe hat den Brocken (der auch „Blocksberg“ genannt wird und im Faust den Hexentanzplatz in der Walpurgisnacht abgibt) dreimal bestiegen und wurde von seinem eigenen Brockengespenst erschreckt – der Name der Lichterscheinung soll auch auf Goethe zurückgehen.